# USL Championship
Le USL Championship (anciennement USL Pro) est une ligue professionnelle nord-américaine de soccer organisée par l'organisation United Soccer Leagues (USL) et reconnue comme le deuxième échelon par la Fédération des États-Unis de soccer.
Créée en 2010 à la suite de la fusion de la première division et de la seconde division des USL, elle correspond au deuxième niveau de la pyramide du soccer nord-américain. Cette fusion a pour objectif de consolider les positions des United Soccer Leagues dans le paysage américain et de développer le soccer aux États-Unis et au Canada.
En janvier 2013, la ligue et la MLS forment un accord pour intégrer la MLS Reserve Division à la USL Pro, principalement afin d'améliorer la qualité du développement des jeunes joueurs en Amérique du Nord, d'accroître le niveau de la compétition et de créer des liens entre les ligues. Le partenariat encourage les équipes de USL Pro à s'affilier à des franchises de MLS pour obtenir des prêts de joueurs et permet l'augmentation du nombre de rencontres.
Au terme de la saison 2016 et alors que la NASL qui constitue le second échelon du soccer nord-américain connait de grandes difficultés financières, plusieurs équipes de cette dernière rejoignent la USL, à l'image des Rowdies de Tampa Bay ou du Fury d'Ottawa. Pendant l'entre-saison 2016-2017, la USL réclame le statut de seconde division tandis que la NASL cherche à maintenir son grade. Après plusieurs semaines de réflexion au sein de la fédération américaine de soccer, les dirigeants de celle-ci déclarent dans un communiqué avoir accordé le statut de seconde division à la NASL et la USL de manière temporaire, des critères additionnels devant être atteints pour la conservation de ce statut en 2018 et la soutenabilité à long terme de ces deux ligues. Par conséquent, pour la saison 2017, la USL dispose du statut de seconde division, tout comme la NASL.
Contrairement aux ligues européennes, la USL n'a pas de système de promotion et relégation. À la suite de la saison régulière, des séries éliminatoires sont organisées entre les meilleures équipes de la saison.

## Histoire

### Fondation (2010)

Logo de la USL Pro (2010-2014)

Le 8 septembre 2010, les United Soccer Leagues annoncent la création de la USL Pro à l'occasion d'un communiqué de presse. Le 11 août 2010, les Dutch Lions de Dayton révèlent qu'ils se joindront au USL-Pro Championship Division (anciennement USL-2) lors d'une conférence de presse, révélant le nom de la nouvelle ligue avant même l'annonce officielle de la ligue. Avec cette divulgation, les Dutch Lions sont les premiers à être confirmés comme franchise de USL Pro pour la saison inaugurale en 2011. Lors de la même occasion, les Kickers de Richmond révèlent qu'ils passeront de la seconde division des USL à la USL Pro pour la saison 2011. Après le départ des Timbers de Portland vers la MLS en 2011 et la défection des Islanders de Porto Rico vers la NASL, les Aztex d'Austin sont les derniers représentants de la première division des USL à faire le bond en USL Pro.
Le 22 septembre 2010, la Caribbean Division de la USL Pro est annoncée, avec des équipes de Porto Rico et de Antigua-et-Barbuda. Avec l'ajout du Puerto Rico United à la ligue, les représentants de la USL Pro expriment leur intention d'étendre leur présence dans la région caribéenne, avec une possibilité d'atteindre huit équipes dans la Caribbean Conference. L'arrivée d'une équipe basée à Los Angeles amène la division à être finalement baptisée International Division. Le 22 septembre 2010, les USL intègrent officiellement le Sevilla FC Puerto Rico et River Plate Puerto Rico qui intègrent alors la USL Pro en 2011 avec le Barracuda d'Antigua dans le cadre de la création d'une division caribéenne. Le 28 septembre 2010, les USL annoncent que l'une de leurs équipes phares et championne de la deuxième division en 2010, le Battery de Charleston, se joindra à la USL Pro en 2011. Le 30 septembre 2010, deux mois après que les Dutch Lions de Dayton aient annoncés leur intégration à la nouvelle ligue des USL, l'organisation annonce que la franchise rejoindra effectivement la USL Pro. Les 4 et 7 octobre 2010, les USL révèlent que deux équipes de seconde division, les Eagles de Charlotte ainsi que les City Islanders de Harrisburg rejoindront la USL Pro en 2011,.
Les Riverhounds de Pittsburgh sont ajoutés comme la neuvième équipe de la USL Pro le 22 octobre 2010. Trois jours plus tard, le 25 octobre, ce sont les Rhinos de Rochester qui sont annoncés comme nouvelle équipe de la ligue après avoir pourtant annoncés leur engagement envers la NASL, tout comme la franchise de Orlando City SC (anciennement les Aztex d'Austin de la première division) après que le nouveau propriétaire ait décidé de déménager l'équipe du Texas vers la Floride.
Le 9 novembre 2010, l'ancienne équipe de seconde division, les Hammerheads de Wilmington, rejoint officiellement la ligue comme la douzième équipe, rapidement suivie le 17 novembre par le FC New York. Lors de l'annonce de l'introduction des Hammerheads dans la ligue, ses représentants évoquent la volonté d'avoir entre 18 et 20 équipes pour la saison inaugurale en 2011.
Les Blues de Los Angeles, associés à l'équipe féminine des Blues de Pali, sont ajoutés le 7 décembre 2010 avec la perspective d'une future conférence Ouest pour 2012. La Caribbean Division de la USL Pro s'étend à quatre équipes le 9 décembre lorsque le Puerto Rico United est officiellement intronisé dans la ligue, finalisant la première vague d'expansion de 2010 pour la saison inaugurale.
Le 14 septembre 2010, le président des USL, Tim Holt exprime son désir de lancer la ligue avec 14 à 18 équipes dans quatre régions différentes dès 2011, avec une expansion prévue à 22 ou 26 équipes pour 2013 puis 28 à 32 pour 2015.
Après la première réunion générale annuelle, la ligue confirme qu'elle débutera avec 16 équipes et un calendrier de 24 rencontres par équipe pour la saison régulière en 2011, avec une expansion à 20 ou 24 équipes pour le début de la saison 2012.

### Débuts de la compétition (2011-2012)
| Progression de la ligue | Progression de la ligue | Progression de la ligue | Progression de la ligue                                                                                                 |
| ----------------------- | ----------------------- | --- | --- |
| Saison                  | Équipes                 | Arrivée | Départ |
| 2011                    | 15→12                   | – | Puerto Rico United River Plate Porto Rico Sevilla FC Porto Rico                                                         |
| 2012                    | 11                      | – | FC New York |
| 2013                    | 13                      | Phoenix FC VSI Tampa Bay FC | – |
| 2014                    | 14                      | Arizona United SC obtient les droits de la franchise du Phoenix FC | Arizona United SC obtient les droits de la franchise du Phoenix FC                                                      |
| 2014                    | 14                      | Galaxy II de Los Angeles Energy d'Oklahoma City Republic de Sacramento | Barracuda d'Antigua VSI Tampa Bay FC                                                                                    |
| 2015                    | 24                      | Independence de Charlotte obtient les droits des Eagles de Charlotte Louisville City obtient les droits de Orlando City                                                                                       | Independence de Charlotte obtient les droits des Eagles de Charlotte Louisville City obtient les droits de Orlando City |
| 2015                    | 24                      | Aztex d'Austin Switchbacks de Colorado Springs FC Montréal Red Bulls II de New York Timbers 2 de Portland Real Monarchs Saint Louis FC Seattle Sounders FC 2 Toronto FC II Roughnecks de Tulsa Whitecaps FC 2 | Dutch Lions de Dayton                                                                                                   |
| 2016                    | 29                      | FC Cincinnati Steel de Bethlehem Orlando City B Toros de Rio Grande Valley FC Rangers de Swope Park San Antonio FC                                                                                            | Aztex d'Austin (En hiatus pour la saison 2016)                                                                          |
| 2017                    | 30                      | Reno 1868 FC Fury d'Ottawa Rowdies de Tampa Bay | Hammerheads de Wilmington FC Montréal                                                                                   |
| 2018                    | 33                      | Atlanta United 2Fresno FCEleven d'Indy Las Vegas Lights Nashville SC North Carolina FC | Whitecaps FC 2Rhinos de RochesterOrlando City B (En hiatus pour la saison 2018)                                         |
| 2019                    | 36                      | Legion de BirminghamAthletic de HartfordLoudoun UnitedMemphis 901Bold d'AustinLocomotive d'El PasoNew Mexico United                                                                                           | FC CincinnatiPenn FCKickers de RichmondToronto FC II                                                                    |
| 2020                    | 35                      | Loyal de San DiegoMiami FC | Fury d'OttawaFresno FCNashville SC                                                                                      |
| 2021                    | 31                      | Roots d'Oakland | North Carolina FCUnion II de PhiladelphieTimbers 2 de PortlandReno 1868Saint Louis FC                                   |
| 2022                    | 27                      | Monterey BayDétroit City | Bold d'AustinEnergy d'Oklahoma CityIndependence de CharlotteReal MonarchsDefiance de TacomaSporting II de Kansas City   |

La USL Pro commence ses activités pour sa saison inaugurale en 2011 avec quinze équipes et un calendrier de 24 rencontres par équipe. Les équipes de chacune des divisions American et National s'affrontent entre elles en aller-retour pour un total de 18 rencontres. Deux rencontres additionnelles sont jouées contre des rivaux régionaux, deux sur la route chez deux des quatre équipes de la International Division, que ce soit à Los Angeles ou dans les Caraïbes et deux en réception de deux de ces quatre équipes.
Les équipes de la International Division s'affrontent entre elles à quatre reprises (deux fois à domicile, deux fois à l'extérieur) et se déplacent quatre fois pour affronter les équipes des deux autres divisions tout en les accueillant à quatre reprises.
Le format original pour les séries éliminatoires implique huit équipes qui s'affrontent en compétition directe sur une rencontre. Les deux divisions, American et National, voient leurs trois meilleures équipes s'affronter dans des séries éliminatoires inter-division tandis que les deux meilleures équipes de la International Division jouent deux parties en aller-retour où le vainqueur rejoint par la suite la demi-finale du championnat. Les quatre dernières équipes s'affrontent directement sur une rencontre avec la meilleure de la saison régulière qui accueille le quatrième et le second reçoit le troisième. Pour la finale du championnat de USL Pro, la confrontation se fait sur une seule et unique rencontre.
Le 10 mai 2011, tôt dans la saison inaugurale, les USL annoncent que les trois équipes de Porto Rico sont retirées de la USL Pro. Ces équipes doivent quitter la USL Pro en raison de difficultés économiques et de problèmes au niveau de leur administration. Les deux équipes restantes de la International Division – le Barracuda d'Antigua et les Blues de Los Angeles – sont alors réalignés dans les autres divisions sur des critères géographiques. À la suite du retrait de la division international, les séries éliminatoires sont revues avec les quatre meilleures équipes de chaque division qui y accèdent. Les vainqueurs des deux divisions en séries éliminatoires s'affrontent finalement pour le titre du championnat où la meilleure équipe de la saison régulière qui accueille.
Après la saison 2011, la USL Pro annonce le calendrier de la saison 2012 et le retrait du FC New York, amenant par la même occasion à la dissolution des deux conférences pour la formation d'un seul et unique championnat.

### Les débuts du partenariat avec la MLS (2013–2014)
Deux équipes d'expansion rejoignent la USL Pro pour la saison 2013 avec le Phoenix FC, et le VSI Tampa Bay.
Le 23 janvier 2013, la USL Pro et la MLS annoncent un accord sur plusieurs années pour intégrer la MLS Reserve Division aux équipes de USL Pro, premièrement à travers l'affiliation d'équipes de USL Pro auprès de franchises de MLS et éventuellement avec la fusion de la ligue réserve de la MLS et de la structure de la USL Pro. Les objectifs évoqués de ce partenariat sont le développement des joueurs nord-américains, l'amélioration de la compétitivité des ligues et la construction de liens entre les deux ligues pour étendre la visibilité de la USL Pro.
Alors que la saison 2013 présente plusieurs rencontres entre des équipes de USL Pro et des équipes réserves de MLS, quatre franchises de MLS choisissent de s'affilier à des équipes de USL Pro, s'accordant pour le prêt d'un minimum de quatre joueurs des équipes de MLS envers leurs affiliés. Ainsi, le Sporting Kansas City est lié au Orlando City SC, l'Union de Philadelphie avec les City Islanders de Harrisburg, le D.C. United avec les Kickers de Richmond et le Revolution de la Nouvelle-Angleterre avec les Rhinos de Rochester. Chaque franchise de MLS s'engage alors à s'affilier à une équipe de USL Pro ou à opérer une équipe réserve indépendante dans la ligue. Le Dynamo de Houston annonce son partenariat avec les Riverhounds de Pittsburgh en 2014. Malgré tout, ce partenariat entre les Riverhounds et le Dynamo est dissout après seulement un an. À l'issue de la saison 2013, le VSI Tampa Bay cesse ses activités après une seule saison tout comme l'un des membres fondateurs, le Barracuda d'Antigua.
En décembre 2012, Sacramento annonce que son équipe d'expansion entrera dans la ligue en 2014 et en juillet 2013, les USL annoncent que Oklahoma City rejoindra la ligue en 2014 avec sa nouvelle franchise de l'Energy d'Oklahoma City. En novembre 2013, le Orlando City SC annonce qu'il quitte la USL Pro après la saison 2014 pour rejoindre la Major League Soccer en 2015,. Les Blues de Los Angeles sont quant à eux renommés en Blues d'Orange County le 5 février 2014. La franchise du Phoenix FC est révoquée et se trouve remplacée par le Arizona United SC le 13 mars 2014.
Le 29 janvier, le Galaxy de Los Angeles annonce la création de son équipe réserve, le Galaxy II après avoir acheté les droits pour obtenir une franchise d'expansion dans la USL Pro, dans ce qui représente un moment pivot dans l'histoire de la ligue. Ainsi, le Galaxy devient la première franchise de MLS à disposer de sa propre équipe réserve en USL Pro.

### Expansion du partenariat avec la MLS et nouvelle identité (2015-2016)
La USL Pro double son nombre d'équipes pour la saison 2015, largement en raison des franchises de MLS qui suivent la voie du LA Galaxy II. Sept équipes de MLS annoncent en effet avoir obtenu les droits pour des équipes réserves comme franchises d'expansion. Ces réserves de MLS rejoignent alors quatre équipes d'expansion indépendantes.
En décembre 2013, Colorado Springs et Tulsa devient des nouvelles franchises à compter de la saison 2015,. Le 24 janvier 2014, il est annoncé que la franchise de Colorado Springs se nommera Switchbacks de Colorado Springs, puis le 26 février, il est annoncé que la franchise de Tulsa se nommera les Roughnecks de Tulsa. Le 1er mai 2014, Saint-Louis devient une nouvelle franchise à compter de la saison 2015. Le 2 juin suivant, le nom officiel est dévoilé, il s'agit alors du Saint Louis FC. Quelques jours plus tard, Aztex d'Austin devient une nouvelle franchise de la USL et débute en 2015.
De plus, Orlando City vend ses droits à Louisville le 3 juin 2014 tout en officialisant une affiliation avec cette nouvelle franchise, et se nommera Louisville City FC. Les USL annoncent aussi que les Eagles de Charlotte se rétrogradent eux-mêmes en Premier Development League (PDL) en vendant leurs droits pour une franchise dans la ligue à un autre groupe de Charlotte qui forme alors l'Independence de Charlotte qui commence ses activités sportives en 2015. Finalement, le 11 décembre 2014, les Dutch Lions de Dayton se rétrogradent également en PDL à partir de 2015.
Entre 2014 et début 2015, plusieurs franchises de MLS, en accord avec la USL, annoncent la création de sept nouvelles équipes opérées par l'organisation de MLS pour des débuts en 2015. Le 10 septembre 2014, le Real Salt Lake révèle le nom de leur nouvelle franchise en USL, les Real Monarchs et confirme que cette équipe réserve fera ses débuts en 2015,. Dans le cadre de cette expansion, l'organisation du Real Salt Lake déclare qu'un stade destiné au soccer doit être construit à West Valley City, le Rio Tinto Stadium est cependant considéré comme le stade hôte des Monarchs jusqu'à l'inauguration du nouveau stade. Les Timbers de Portland et les Sounders de Seattle créent également leur propre équipe réserve en USL, avec les Portland Timbers 2 et les Seattle Sounders 2 le 14 octobre 2014. L'Impact de Montréal annonce à son tour la création d'une équipe en USL Pro en septembre 2014,. Ce n'est que le 18 novembre suivant que l'équipe réserve, le FC Montréal, rejoint la ligue. Le 20 novembre, c'est le Toronto FC qui fait l'annonce de la création d'une équipe réserve en USL Pro, celle-ci étant baptisée Toronto FC II, pour la saison 2015. Les Whitecaps de Vancouver créent également sa propre équipe réserve en USL, avec les Vancouver Whitecaps 2 rejoint la USL Pro le jour suivant. Après avoir discuté de la possibilité de créer une équipe réserve en USL Pro en 2015, les Red Bulls de New York repoussent ces plans à septembre avant de revenir sur leurs positions en annonçant la création d'une équipe en USL Pro, les New York Red Bulls II, qui débutent en 2015,.
Le 18 septembre 2014, les Rapids du Colorado annoncent un partenariat d'affiliation avec l'Independence de Charlotte. Le 16 janvier 2015, le New York City FC annonce son affiliation avec les Hammerheads de Wilmington et le Fire de Chicago en fait de même avec Saint-Louis FC. Le 9 février 2015, le FC Dallas se lie au Arizona United SC, ce dernier devenant l'affiliée en USL Pro de la franchise texane. Par conséquent, en 2015, les vingt franchises de MLS opèrent une équipe en USL Pro ou sont affiliées à une équipe déjà existante. La USL annonce également que la ligue sera divisée en deux conférences et les équipes joueront sur un calendrier de 28 rencontres en saison régulière.
Le 10 février 2015, la ligue annonce un changement d'identité, se renommant United Soccer League ou USL. Un nouveau logo est introduit et une marque de commerce pour obtenir le statut de seconde division est de nouveau dynamisée.
Le 15 juillet suivant, la USL annonce qu'une 25e franchise est accordée au groupe Lone Star, LLC sous le nom de Rio Grande Valley FC. Alec Papadakis, président des USL déclare que le club dispose déjà d'un stade destiné au soccer en construction, celui-ci ayant une capacité prévue de 10 000 spectateurs. Cette nouvelle franchise est la première à être opérée de manière hybride puisqu'elle dispose d'une affiliation avec le Dynamo de Houston qui se trouve être responsable des approches tactiques du club tandis que les propriétaires locaux, le groupe Lone Star, LLC, est responsable des opérations quotidiennes et de la gestion administrative,.
Le 12 août 2015, la USL annonce que le FC Cincinnati est introduit comme la 26e franchise de la ligue. Le groupe de propriétaires est mené par Carl H. Lindner du American Financial Group. Jeff Berding déclare que John Harkes, ancien international américain à 90 sélections et adjoint aux New York Red Bulls en 2006 et 2007, sera l'entraîneur-chef de l'équipe. Le 19 août 2015, la USL fait l'annonce de l'arrivée d'une 27e équipe avec la nouvelle équipe réserve de l'Union de Philadelphie, le Steel de Bethlehem dans la région de Lehigh Valley. Le 16 septembre 2015, une nouvelle franchise en USL est évoquée débutant en 2017 à Reno, dans le Nevada, l'équipe devient la 28e franchise de la ligue et son nom n'est révélé qu'en février 2016 quand il est annoncé que la franchise est baptisée Reno 1868 FC en hommage à l'année de fondation de la ville, à la suite d'un processus de vote populaire. Le 15 octobre 2015, la USL officialise l'ajout d'une franchise avec la création de l'équipe réserve du Orlando City SC, celle-ci est baptisée Orlando City B et elle devient la 29e franchise dans la ligue. Le 22 octobre 2015, les Rangers de Swope Park sont annoncés comme la 30e franchise de la USL. L'équipe est opérée par le Sporting Kansas City comme son équipe réserve. Alors que le 22 décembre 2015, il est annoncé que les Scorpions de San Antonio quittent la NASL et sont dissous après la vente du Toyota Field à la municipalité de San Antonio, la presse évoque la création d'une nouvelle franchise en USL dans la ville. Le projet aboutit le 7 janvier 2016 quand la United Soccer League officialise l'arrivée d'une 29e équipe pour la saison 2016, celle-ci étant la propriété de Spurs Sports & Entertainment, déjà à la tête des Spurs de San Antonio. Ce n'est que le 4 février suivant que le nom de San Antonio FC est révélé lors d'une soirée où le logo est également dévoilé, reprenant notamment certaines caractéristiques du logo des Spurs.
À la suite des inondations qui ont touché le House Park, l'Aztex d'Austin déclarent qu'ils seront en hiatus pour la saison 2016 après avoir été forcés de jouer une partie des rencontres à domicile de la saison 2015 dans des installations d'établissements secondaires. L'équipe reviendra en 2017 après la construction d'un nouveau stade entièrement destiné au soccer, mais finalement la franchise sera dissoute en 2017. Le 19 mai 2016, c'est au tour de Nashville d'entrer dans la ligue professionnelle connaissant l'expansion la plus rapide en Amérique du Nord avec une saison inaugurale prévue pour la saison 2018. Il faut malgré tout attendre le 1er juillet suivant pour obtenir les modalités de cette franchise qui hérite des couleurs et du logo du Nashville FC qui évolue alors en NPSL, une des deux quatrièmes divisions nord-américaines. Au mois de septembre, cette nouvelle franchise change son identité en prenant le nom de Nashville SC.
Le 29 juin 2016, le Reno 1868 FC devient affiliée aux Earthquakes de San José pour deux ans. Le 31 août 2016, Kyle Eng, le propriétaire majoritaire de l'Arizona United SC vend la franchise à un groupe d'investissement dirigé par Berke Bakay. La franchise est renommée en Rising de Phoenix le 28 novembre 2016 et le groupe a l'intention de construire leur propre stade de soccer. Après la saison 2016, deux équipes quittent la ligue. D'un côté, le FC Montréal cesse ses activités et son équipe-mère, l'Impact de Montréal, décide de s'affilier à la franchise du Fury d'Ottawa, nouvellement arrivante tandis que les Wilmington Hammerheads se relèguent eux-mêmes en Premier Development League le 29 septembre 2016 après des rumeurs persistantes de hiatus pour la saison 2017.

### Nouveau statut de deuxième division (2017-2021)
Alors que la North American Soccer League concurrente connaît des difficultés et voit sa pérennité menacée en 2016, la USL poursuit son développement à grande vitesse. Face à cette situation, deux franchises importantes de la NASL (le Fury d'Ottawa et les Rowdies de Tampa Bay) annoncent leur départ de la ligue le 25 octobre 2016 afin de rejoindre la USL. Pendant l'entre-saison suivante, la USL réclame le statut de seconde division tandis que la NASL cherche à maintenir son grade. Après plusieurs semaines de réflexion au sein de la fédération américaine de soccer, les dirigeants de celle-ci déclarent dans un communiqué avoir accordé le statut de seconde division à la NASL et la USL de manière temporaire, des critères additionnels devant alors être atteints pour la conservation de ce statut en 2018 et la soutenabilité à long terme de ces deux ligues. Par conséquent, pour la saison 2017, la USL dispose du statut de seconde division, tout comme la NASL.
En préparation de la saison 2017, les Blues d'Orange County deviennent l'Orange County SC le 20 janvier 2017, et le Los Angeles FC annonce son affiliation avec l'Orange County SC. En février, le New York City FC annonce son affiliation avec le San Antonio FC et le Fire de Chicago en fait de même avec les Roughnecks de Tulsa.
Le 20 juillet 2017, Las Vegas devient une nouvelle franchise à compter de la saison 2018,, et son nom n'est révélé qu'en août 2017 quand il est annoncé que la franchise est baptisée Lights de Las Vegas, à la suite d'un processus de vote populaire. Le 26 juillet, Fresno devient une nouvelle franchise de la USL à compter de la saison 2018, et se nommera Fresno FC. Le 8 août, la USL a officiellement attribué deux nouvelles franchises, l'une à Birmingham, et l'autre à Austin devraient commencer à jouer pour la saison 2019,. Le 17 janvier 2018, il est annoncé que la franchise de Birmingham se nommera Legion de Birmingham. Le 19 octobre, la USL annonce qu'une nouvelle franchise est introduit à Oakland. Le groupe de propriétaires est mené par Mark Hall du Hall Equities Group, et devrait commencer à jouer pour la saison 2021.
Après la saison 2017, trois équipes quittent la ligue. D'un côté, les Vancouver Whitecaps 2 cesse ses activités et son équipe-mère, les Whitecaps de Vancouver, décide de s'affilier à la franchise de Fresno FC, nouvellement arrivante tandis que les Rhinos de Rochester ont annoncé qu'ils seraient en hiatus pour la saison 2018, tout comme le Orlando City B. Le 1er novembre, les Seattle Sounders 2 déménagent à Tacoma, au Cheney Stadium, stade de baseball des Rainiers de Tacoma. D'ici 2019 ou 2020, la franchise de Seattle va vendre ses droits au nouveau groupe de prioritaire de Tacoma,.
Le 14 novembre, la USL fait l'annonce de l'arrivée d'une nouvelle équipe réserve de Atlanta United, celle-ci étant baptisée Atlanta United 2 dans le comté de Gwinnett, pour la saison 2018,. Les City Islanders de Harrisburg deviennent le Penn FC le 15 novembre. Le 16 novembre 2017, la franchise de North Carolina FC quitte la NASL pour rejoindre la USL, le 10 janvier 2018, l'Eleven d'Indy rejoint aussi la USL, et ils débuteront en 2018. Le 8 janvier, Memphis devient une nouvelle franchise à compter de la saison 2019,.
Dans la dynamique d'expansion que connaît la USL, El Paso devient, le 28 février 2018, la quatrième franchise à intégrer la ligue en vue de la saison 2019. Le 29 mai 2018, la Major League Soccer a annoncé que le FC Cincinnati rejoindrait la MLS en 2019. Albuquerque devient, le 6 juin 2018, la cinquième franchise à intégrer la ligue pour la saison 2019. L'Athletic de Hartford devient, le 11 juillet 2018, la sixième franchise à intégrer la ligue en vue de la saison 2019. Puis, le Loudoun United devient, le 18 juillet 2018, la septième franchise à intégrer la ligue pour la saison 2019.

## Palmarès
| Saison | Vainqueur Coupe USL                 | Finaliste                              | Score                   | Lieu de la finale                         | Vainqueursaison régulière | Bilan V-N-D |
| ------ | ----------------------------------- | -------------------------------------- | ----------------------- | ----------------------------------------- | ------------------------- | ----------- |
| 2011   | Orlando City SC (1)                 | City Islanders de Harrisburg           | 2-2 a.p. (3-2 t. a. b.) | Citrus Bowl, Orlando                      | Orlando City SC           | 15-6-3      |
| 2012   | Battery de Charleston (1)           | Hammerheads de Wilmington              | 1-0                     | Blackbaud Stadium (en), Charleston        | Orlando City SC           | 17-6-1      |
| 2013   | Orlando City SC (2)                 | Eagles de Charlotte                    | 7-4                     | Citrus Bowl, Orlando                      | Kickers de Richmond       | 15-10-1     |
| 2014   | Republic de Sacramento (1)          | City Islanders de Harrisburg           | 2-0                     | Bonney Field, Sacramento                  | Orlando City SC           | 19-5-4      |
| 2015   | Rhinos de Rochester (1)             | Galaxy II de Los Angeles               | 2-1 a.p.                | Sahlen's Stadium, Rochester               | Rhinos de Rochester       | 17-10-1     |
| 2016   | Red Bulls II de New York (1)        | Rangers de Swope Park                  | 5-1                     | Red Bull Arena, Harrison                  | Red Bulls II de New York  | 21-6-3      |
| 2017   | Louisville City FC (1)              | Rangers de Swope Park                  | 1-0                     | Slugger Field, Louisville                 | Real Monarchs             | 20-7-5      |
| 2018   | Louisville City FC (2)              | Rising de Phoenix                      | 1-0                     | Lynn Stadium, Louisville                  | FC Cincinnati             | 23-8-3      |
| 2019   | Real Monarchs (1)                   | Louisville City FC                     | 3-0                     | Lynn Stadium, Louisville                  | Rising de Phoenix         | 24-6-4      |
| 2020   | Non décerné                         | Rowdies de Tampa Bay Rising de Phoenix | Non joué                | Al Lang Stadium, St. Petersburg           | Non décerné               | Non décerné |
| 2021   | Orange County SC (1)                | Rowdies de Tampa Bay                   | 3-1                     | Al Lang Stadium, St. Petersburg           | Rowdies de Tampa Bay      | 23-2-7      |
| 2022   | San Antonio FC (1)                  | Louisville City FC                     | 3-1                     | Toyota Field, San Antonio                 | San Antonio FC            | 24-5-5      |
| 2023   | Rising de Phoenix (1)               | Battery de Charleston                  | 1 - 1 (3 - 2 tab)       | Patriots Point Soccer Complex, Charleston | Riverhounds de Pittsburgh | 19-5-10     |
| 2024   | Switchbacks de Colorado Springs (1) | Rhode Island FC                        | 3 - 0                   | Weidner Field, Colorado Springs           | Louisville City FC        | 24-6-4      |

### Palmarès par club
| Équipe                          | Titre USL | Dernier titre | Coupe saison régulière | Dernière coupe |
| ------------------------------- | --------- | ------------- | ---------------------- | -------------- |
| Orlando City                    | 2         | 2013          | 3                      | 2014           |
| Louisville City                 | 2         | 2018          | 1                      | 2024           |
| Rising de Phoenix               | 1         | 2023          | 1                      | 2019           |
| San Antonio FC                  | 1         | 2022          | 1                      | 2022           |
| Real Monarchs                   | 1         | 2019          | 1                      | 2017           |
| Red Bulls II de New York        | 1         | 2016          | 1                      | 2016           |
| Rhinos de Rochester             | 1         | 2015          | 1                      | 2015           |
| Switchbacks de Colorado Springs | 1         | 2024          |                        |                |
| Orange County SC                | 1         | 2021          |                        |                |
| Republic de Sacramento          | 1         | 2014          |                        |                |
| Battery de Charleston           | 1         | 2012          |                        |                |
| Rowdies de Tampa Bay            |           |               | 1                      | 2021           |
| FC Cincinnati                   |           |               | 1                      | 2018           |
| Kickers de Richmond             |           |               | 1                      | 2013           |

### Affluences moyennes
| Saison | Nombre de spectateurs | Affluence moyenne | Forte affluence moyenne         | Faible affluence moyenne       | Record d'affluence                       |
| ------ | --------------------- | ----------------- | ------------------------------- | ------------------------------ | ---------------------------------------- |
| 2011   | 332 084               | 2 261             | 5 415 (Orlando City)            | 440 (Blues de Los Angeles)     | 11 220 (Orlando-Harrisburg)              |
| 2012   | 345 565               | 2 658             | 6 606 (Orlando City)            | 687 (Blues de Los Angeles)     | 8 932 (Orlando-Dayton)                   |
| 2013   | 464 723               | 2 611             | 8 056 (Orlando City)            | 378 (VSI Tampa Bay)            | 10 697 (Orlando-Seattle)                 |
| 2014   | 623 019               | 3 084             | 11 293 (Republic de Sacramento) | 533 (Dutch Lions de Dayton)    | 20 231 (Sacramento-Harrisburg)           |
| 2015   | 1 121 962             | 3 369             | 11 323 (Republic de Sacramento) | 313 (FC Montréal)              | 13 979 (Real Monarchs-Seattle)           |
| 2016   | 1 495 977             | 3 439             | 17 296 (FC Cincinnati)          | 243 (FC Montréal)              | 24 376 (Cincinnati-Orlando)              |
| 2017   | 2 061 159             | 4 294             | 21 198 (FC Cincinnati)          | 632 (Red Bulls II de New York) | 30 417 (Cincinnati-New York)             |
| 2018   | 2 756 759             | 4 923             | 25 717 (FC Cincinnati)          | 810 (Toronto FC II)            | 31 478 (Cincinnati-Indy)                 |
| 2019   | 2 740 323             | 4 478             | 12 693 (New Mexico United)      | 478 (Steel de Bethlehem)       | 20 251 (Eleven d'Indy-Hartford Athletic) |

Le 16 septembre 2017, le FC Cincinnati joue devant une foule de 30 417 spectateurs au Nippert Stadium. Cette affluence dépasse le précédent record en USL pour une rencontre de saison régulière qui appartenait jusqu'alors au même club qui l'avait établi à 25 308 spectateurs au Nippert Stadium le 5 août 2017. Lors de son dernier match à domicile de la saison régulière avant de rejoindre la MLS en 2019, le FC Cincinnati a établi un nouveau record d'assiduité de 31 478 spectateurs contre Eleven d'Indy le 29 septembre 2018.

## Organisation

### Format de la compétition
Pour s'adapter à une expansion majeure en 2015, le format du calendrier de la USL évolue et la ligue se divise ainsi en deux conférences.
Toutes les équipes jouent 36 rencontres au cours de la saison régulière entre mars et septembre. En format aller-retour contre les autres équipes de la conférence, une fois à domicile et une fois à l'extérieur. Les six meilleures équipes de chaque conférence accèdent aux séries éliminatoires du mois d'octobre, celles-ci prenant la forme d'affrontements à match unique. Après trois tours intra-conférence, les deux champions de conférence se rencontrent pour la finale du championnat, accueillie par l'équipe finaliste au meilleur bilan en saison régulière.

### Couverture médiatique
La ligue a été diffusée à l'échelle nationale sur Fox Soccer Channel en 2011. Depuis 2014, la ligue diffuse les rencontres en intégralité et de manière entièrement gratuite sur Youtube.

## Équipes du USL Championship en 2024

### Carte
| Colorado Springs El Paso Las Vegas Monterey Bay Memphis New Mexico Oakland Orange County Phoenix Sacramento San Antonio Tulsa Birmingham Charleston Détroit Hartford Indy Loudoun Louisville Miami North Carolina Pittsburgh Rhode Island Tampa Bay |

| - Conférence Ouest | - Conférence Est |

### Tableau
| Conférence Est                  |                              |                                             |              |                               |                                                                                   |
| Équipe                          | Ville, État                  | Stade (capacité)                            | Début en USL | Entraineur                    | Franchise MLS affiliée ou partenaire                                              |
| Legion de Birmingham            | Birmingham, Alabama          | Protective Stadium (47 100)                 | 2019         | Tom Soehn (en)                |                                                                                   |
| Battery de Charleston           | Charleston, Caroline du Sud  | Patriots Point Soccer Complex (en) (3 900)  | 2011         | Ben Pirmann                   | Whitecaps de Vancouver (2014) Dynamo de Houston (2015) Atlanta United (2016-2017) |
| Détroit City FC                 | Hamtramck, Michigan          | Keyworth Stadium (en) (7 933)               | 2022         | Trevor James                  |                                                                                   |
| Athletic de Hartford            | Hartford, Connecticut        | Trinity Health Stadium (5 500)              | 2019         | Omid Namazi (en)              |                                                                                   |
| Eleven d'Indy                   | Indianapolis, Indiana        | Carroll Stadium (10 524)                    | 2018         | Mark Lowry (en)               |                                                                                   |
| Loudoun United                  | Leesburg, Virginie           | Segra Field (en) (5 000)                    | 2019         | Ryan Martin                   | D.C. United                                                                       |
| Louisville City FC              | Louisville, Kentucky         | Lynn Family Stadium (11 700)                | 2015         | Danny Cruz                    | Orlando City SC (2015)                                                            |
| Miami FC                        | Miami, Floride               | Stade Pitbull (20 000)                      | 2015         | Lewis Neal (intérim)          |                                                                                   |
| North Carolina FC               | Cary, Caroline du Nord       | WakeMed Soccer Park                         | 2024         | John Bradford                 |                                                                                   |
| Riverhounds de Pittsburgh       | Pittsburgh, Pennsylvanie     | Highmark Stadium (en) (5 000)               | 2011         | Bob Lilley (en)               | Dynamo de Houston (2014) Crew de Columbus (2016-2017)                             |
| Rhode Island                    | Pawtucket, Rhode Island      | Beirne Stadium (en)                         | 2024         | Khano Smith (en)              |                                                                                   |
| Rowdies de Tampa Bay            | St. Petersburg, Floride      | Al Lang Stadium (7 227)                     | 2017         | Nicky Law                     |                                                                                   |
| Conférence Ouest                |                              |                                             |              |                               |                                                                                   |
| Équipe                          | Ville, État                  | Stade (capacité)                            | Début en USL | Entraineur                    | Équipe MLS affiliée ou partenaire                                                 |
| Switchbacks de Colorado Springs | Colorado Springs, Colorado   | Weidner Field (8 000)                       | 2015         | Stephen Hogan                 | Rapids du Colorado (2018-2021)                                                    |
| Locomotive d'El Paso            | El Paso, Texas               | Southwest University Park (9 500)           | 2019         | Brian Clarhaut (en)           |                                                                                   |
| Lights de Las Vegas             | Las Vegas, Nevada            | Cashman Field (9 334)                       | 2018         | Isidro Sánchez                | Los Angeles FC (2021-2022)                                                        |
| Memphis 901                     | Memphis, Tennessee           | AutoZone Park (10 000)                      | 2019         | Stephen Glass (en)            |                                                                                   |
| Monterey Bay                    | Seaside, Californie          | Cardinale Stadium (6 000)                   | 2022         | Frank Yallop                  |                                                                                   |
| New Mexico United               | Albuquerque, Nouveau-Mexique | Isotopes Park (13 500)                      | 2019         | Eric Quill (en)               |                                                                                   |
| Roots d'Oakland                 | Oakland, Californie          | Pioneer Stadium (en) (5 500)                | 2021         | Noah Delgado                  |                                                                                   |
| Orange County SC                | Irvine, Californie           | Championship Soccer Stadium (en) (5 000)    | 2011         | Morten Karlsen (en) (intérim) | Los Angeles FC (2017-2018)                                                        |
| Rising de Phoenix               | Chandler, Arizona            | Phoenix Rising Soccer Stadium (en) (10 000) | 2014         | Juan Guerra (en)              | FC Dallas (2015)                                                                  |
| Republic de Sacramento          | Sacramento, Californie       | Heart Health Park (11 569)                  | 2014         | Mark Briggs (en)              | Timbers de Portland (2014) Earthquakes de San José (2014-2016)                    |
| San Antonio FC                  | San Antonio, Texas           | Toyota Field (8 296)                        | 2016         | Alen Marcina (en)             | New York City FC (2017-2020)                                                      |
| FC Tulsa                        | Tulsa, Oklahoma              | ONEOK Field (7 833)                         | 2015         | Blair Gavin (en)              | Fire de Chicago (2017-2018)                                                       |

- Partenariat
- Équipe réserve

### Historique des clubs
Anciens clubs
  Clubs actuels
  Clubs partis en MLS
  Clubs partis ailleurs
  Futurs clubs

‡ Les franchises de Porto Rico, Puerto Rico United, River Plate Puerto Rico et Sevilla Puerto Rico ont joué dans la ligue mais, en mai 2011, les United Soccer Leagues annoncent que les équipes ne termineront pas la saison en raison de difficultés financières.

## Logos

Logo de 2010 à 2014
Logo de 2015 à 2018
Logo depuis 2019